# Coșești, Vaslui
Coșești este un sat în comuna Ivănești din județul Vaslui, Moldova, România.
Satul a fost înființat se pare în urma bătăliei de la Podul Înalt. Locuitorii se ocupă în cea mai mare parte cu agricultura de subsistență.

## Personalități
- Constantin Cihodaru (1907 - 1994), istoric român.